# Declarația de la Snagov
Declarația de la Snagov este un document semnat la 21 iunie 1995 de către liderii partidelor parlamentare din România, care atesta acordul forțelor politice față de strategia națională pentru pregătirea aderării României la Uniunea Europeană. Aderarea României la NATO și Uniunea Europeană a reprezentat un pas important în politica externă a acestei țări. Acest lucru a permis reintroducerea României în sistemul de alianțe democratice din care a făcut parte înainte de cel de-al doilea război mondial. Prin aderarea la aceste blocuri de securitate colectivă și cel economic, România și-a consolidat poziția în relațiile internaționale și și-a îmbunătățit poziția strategică în interesul propriu .

## Obiectivele declarației
Procesul de integrare europeană a României a început cu semnarea "Acordului European" între statul român și țările membre ale Uniunii Europene, la data de 1 februarie 1993. Acest acord recunoștea intenția României de a deveni membru al Uniunii Europene și prevedea asistență financiară și tehnică din partea UE. La 1 februarie 1995, acordul a intrat în vigoare, marcând un pas important în drumul către integrarea europeană a României . 
„Întruniți astăzi, 21 iunie 1995, la Snagov, semnatarii prezentei Declarații constată că Strategia națională de pregătire a aderării României la Uniunea Europeană elaborată de Comisia special constituită în acest scop, din reprezentanți ai partidelor politice parlamentare, ai Guvernului, ai cercurilor academice, ai societății civile exprimă orientarea fermă a României de a-și axa dezvoltarea pe promovarea atributelor unei societăți democratice - statul de drept, pluralismul politic, separarea puterilor, alegeri libere, respectarea drepturilor omului, inclusiv ale persoanelor aparținând minorităților naționale, crearea unei economii de piață eficiente și durabile, compatibile cu principiile, normele, mecanismele, instituțiile și politicile Uniunii Europene”  

## Semnatari
Președintele României, Ion Iliescu; Prim-ministru Nicolae Văcăroiu, Președintele Senatului, Oliviu Gherman; Președintele Camerei Deputaților, Adrian Năstase; Partidul Democrației Sociale din România – Oliviu Gherman, Adrian Năstase; Partidul Democrat (FSN) – Petre Roman; Partidul Național Țărănesc Creștin-Democrat – Gabriel Țepelea; Partidul Unității Naționale Române – Gheorghe Funar; Uniunea Democrată a Maghiarilor din România – Bela Marko; Partidul România Mare – Corneliu Vadim Tudor; Partidul Alianței Civice – Nicolae Manolescu; Partidul Social Democrat Român – Sergiu Cunescu; Partidul Liberal ’93 – Horia Rusu; Partidul Democrat Agrar din România – Victor Surdu; Partidul Național Liberal-Convenția Democratică – Nicolae Cerveni; Partidul Ecologist Român – Otto Weber;  Președintele Comisiei pentru Elaborarea Strategiei Naționale de Pregătire a Aderării României la Uniunea Europeană, Tudorel Postolache .